# Pardomima margarodes
Pardomima margarodes is een vlinder uit de familie van de grasmotten (Crambidae), uit de onderfamilie van de Spilomelinae. De wetenschappelijke naam van deze soort is voor het eerst voorgesteld door Edward L. Martin in een publicatie uit 1955.
De soort komt voor in Sierra Leone en Nigeria.